# Ustawy norymberskie
Ustawy norymberskie (niem. Nürnberger Gesetze, także jako Nürnberger Rassengesetze – „norymberskie ustawy rasowe”) – ustawy rasowe uchwalone w III Rzeszy przez niemiecki Reichstag 15 września 1935 i w tym samym dniu ogłoszone na zjeździe NSDAP (Reichsparteitagu) w Norymberdze. Do zestawu ustaw wchodziły:
- Ustawa o obywatelstwie Rzeszy;
- Ustawa o ochronie krwi niemieckiej i niemieckiej czci;
- Ustawa o barwach i fladze Rzeszy.

Na podstawie ustaw wydano rozporządzenia wykonawcze. Pierwszym było rozporządzenie z dnia 14 listopada 1935 r., rozwijające ustalenia § 3 ustawy o obywatelstwie Rzeszy i wyłączające Żydów spod jego mocy.
Na mocy tych aktów Żydów można było pozbawić obywatelstwa Rzeszy, ochrony prawnej i własności. Nie mogli również pełnić służby w urzędach państwowych ani w wojsku. Zakazano im też wywieszać flagę państwową. Według ustawy o ochronie krwi zabraniano zawierania małżeństw między „Aryjczykami” i „nie-Aryjczykami”, zezwalano rozwiązywać już zawarte małżeństwa tego typu, zaś stosunki intymne między nimi podlegały karze (zhańbienie rasy – Rassenschande).
Wbrew swej nazwie ustawy pomijały definicję rasy. Do Żydów zaliczono aktualnych lub byłych wyznawców judaizmu, a także ich dzieci i wnuki bez względu na wyznanie. W związku z tym definicja Żyda wg prawa III Rzeszy była inna niż judaistyczna definicja Żyda (wg której Żydem jest osoba która ma matkę Żydówkę lub która przeszła konwersję na judaizm). Ustawy norymberskie definiowały również, kogo uznawać za Żyda, kogo za mieszańca (mischlinga), a kogo za Aryjczyka.
Ograniczenia prawne dotyczyły również Romów oraz przedstawicieli tzw. rasy czarnej. Ustawy stały się podstawą prawną antyżydowskiej polityki w III Rzeszy.
Współtwórcą ustaw był Hans Globke.
Ustawy norymberskie zakazujące np. małżeństw Żydów i nie-Żydów wzorowane były na ustawach, które w tamtym okresie obowiązywały w 30 stanach USA (zakazy obejmowały nie tylko czarnoskórych, ale także Chińczyków, Japończyków, Filipińczyków, Hindusów, Indian) (Prawa Jima Crowa). Ustawodawstwo to obowiązywało w niektórych stanach USA, w oparciu o zasadę jednej kropli krwi, aż do chwili wejścia w życie Civil Rights Act (ustawa o prawach obywatelskich) z 1964 roku i Voting Rights Act (ustawa o prawie do głosowania) z 1965 roku, co nastąpiło ostatecznie w 1967 roku.

## Flaga
Nową flagą państwową od tej pory stała się flagi partii nazistowskiej (wcześniej, do 1935 roku flagą państwową III Rzeszy była czarno-biało-czerwona flaga – praktycznie taka sama jak flaga Cesarstwa Niemieckiego, lecz różniąca się proporcjami –, którą przywrócono w 1933 roku po dojściu Adolfa Hitlera do władzy zastępując flagę Republiki Weimarskiej).